# Miloš Šćepanović
Miloš Šćepanović (Belgrád, 1982. október 9. –) kétszeres olimpiai 4. helyezett (2008, 2012), világbajnoki ezüstérmes (2013) és Európa-bajnok (2008) montenegrói vízilabdázó, kapus, a PVK Jadran Herceg Novi játékosa.
2019 júliusában bejelentette a visszavonulását.